# شيلا ماثيوز ألين
شيلا ماثيوز ألين (بالإنجليزية: Sheila Allen)‏ هي ممثلة أمريكية، ولدت في 2 فبراير 1929 بنيويورك في الولايات المتحدة، وتوفيت في 15 نوفمبر 2013 في الولايات المتحدة بسبب مرض.

## أعمال

### أفلام
- (1972) مغامرة بوسيدون[5][6][7]
- (1974) الجحيم المرتفع[8][9][10]

### مسلسلات
- ذا والتونز

## وصلات خارجية
- شيلا ماثيوز ألين على موقع IMDb (الإنجليزية)
- شيلا ماثيوز ألين على موقع أول موفي (الإنجليزية)
- شيلا ماثيوز ألين على موقع قاعدة بيانات برودواي على الإنترنت (الإنجليزية)
- شيلا ماثيوز ألين على موقع قاعدة بيانات الأفلام السويدية (السويدية)
- شيلا ماثيوز ألين على موقع ديسكوغز (الإنجليزية)
- شيلا ماثيوز ألين على موقع قاعدة بيانات الفيلم (الإنجليزية)
- شيلا ماثيوز ألين على موقع كينوبويسك (الروسية)